# Katholische Filialkirche Siget in der Wart

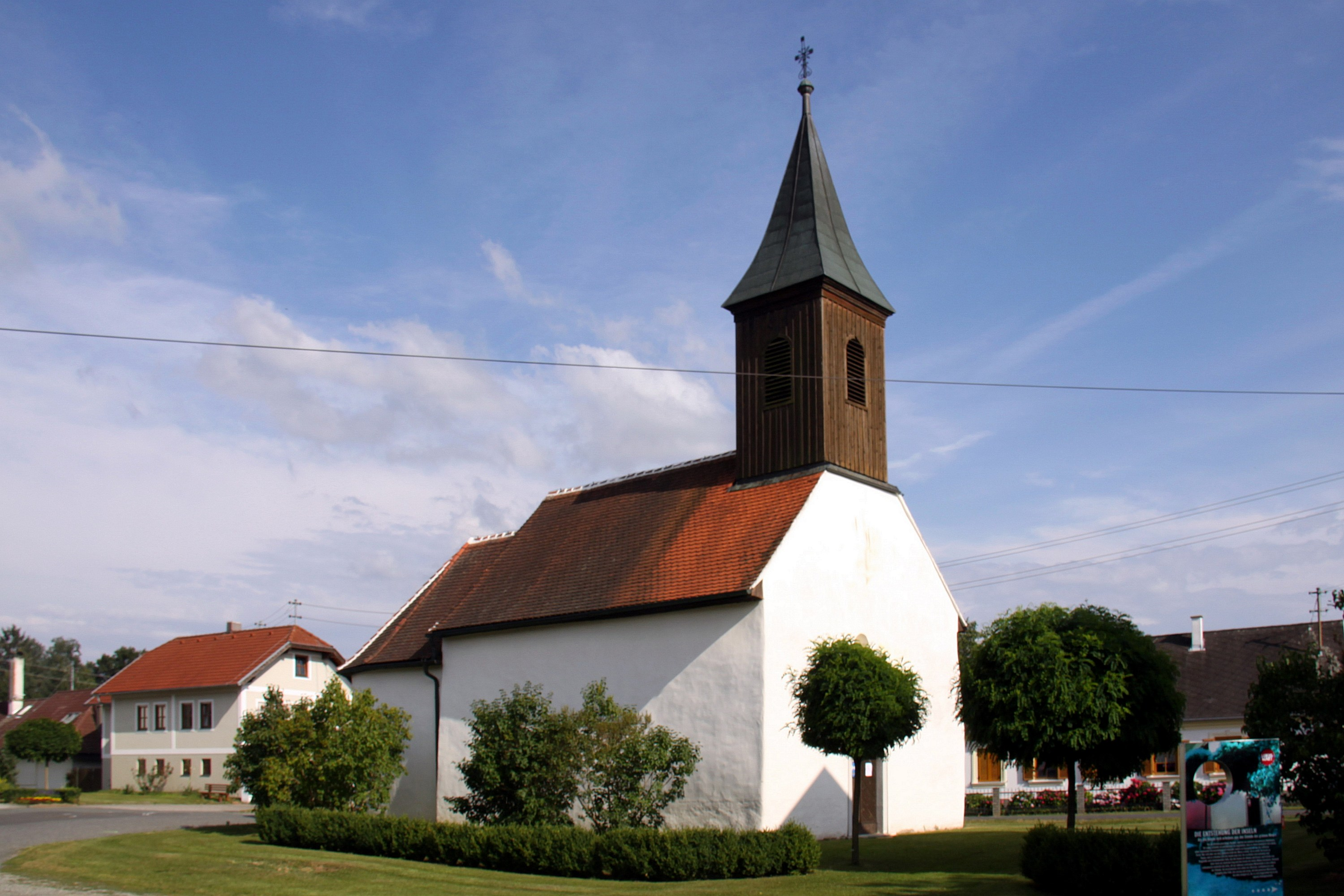
Katholische Filialkirche hl. Ladislaus in Siget in der Wart

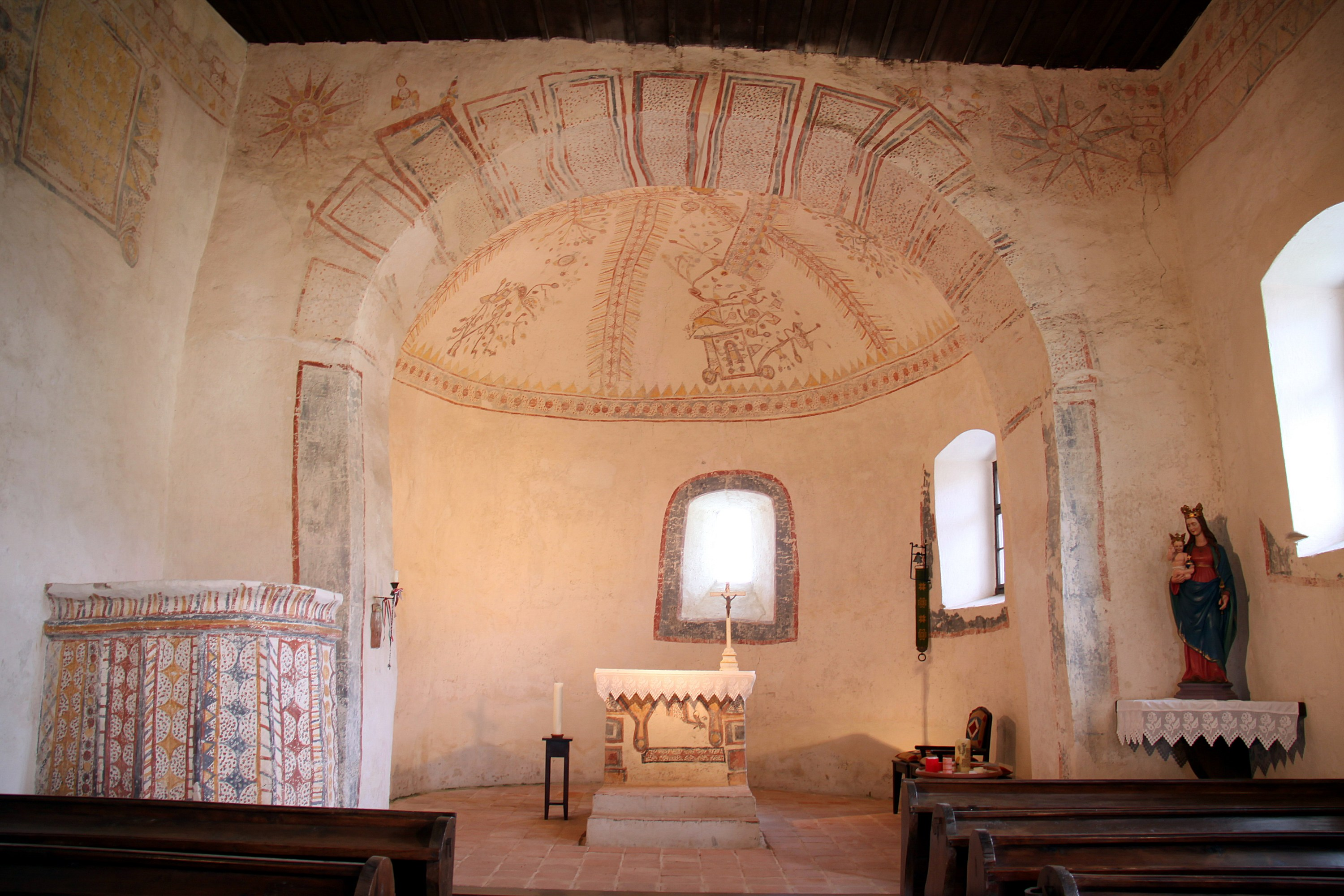
Im Langhaus zum Chor

Die katholische Filialkirche steht auf dem Anger in unmittelbarer Nähe der Evangelischen Pfarrkirche in der Ortschaft Siget in der Wart in der Marktgemeinde Rotenturm an der Pinka im Bezirk Oberwart im Burgenland. Die auf den Heiligen Ladislaus I. geweihte römisch-katholische Filialkirche der Pfarrkirche Unterwart gehört zum Dekanat Pinkafeld in der Diözese Eisenstadt. Die Kirche steht unter Denkmalschutz (Listeneintrag).

## Geschichte
Urkundlich wurde 1368 die Kirche genannt. Für die anfänglich romanische Kirche wurde angenommen, dass das Langhaus wohl erst im 16. Jahrhundert errichtet wurde. 1957 war eine Restaurierung. 1979 wurden Wandmalereien entdeckt.

## Architektur
Die Kirche zeigt den Typus einer romanischen Kleinkirche über einen verzogenen Grundriss. Der eingezogene halbrunde geostete Chor hat eine Achsknick nach Norden. Die Kirche trägt einen kleinen Dachreiter.
Über dem Langhaus ist eine flache Holzdecke. Die Empore aus Holz hat eine vertäfelte Brüstung. Der breite Triumphbogen erscheint hufeisenförmig. Über der Apis zeigt sich eine Schale.

## Einrichtung
Der Altar aus der ersten Hälfte des 18. Jahrhunderts zeigt sich in der originalen Fassung, die Altarwand zeigt das rechteckige Bild Maria Immaculata in ungarischer Tracht.
Eine Glocke goss 1651 Conrad Seiser in Graz.